# 查爾瓦科查湖 (孔丘科斯區)
8°14′03″S 77°45′31″W / 8.23417°S 77.75861°W
查爾瓦科查湖（Challhuacocha），是秘魯的湖泊，位於該國北部安卡什大區，由帕亞斯卡省的孔丘科斯區負責管轄，面積0.46平方公里，海拔高度3,878米。